# Додонов, Павел Викторович
Па́вел Ви́кторович Додо́нов (род. 17 ноября 1979, Ульяновск, Ульяновская область, СССР) — российский электронный музыкант, гитарист и композитор. Наиболее известен как гитарист и соавтор песен Дельфина, вместе с которым записал четыре альбома. Участник московского коллектива Race to Space. Основатель двух сайд-проектов: Toho-Do и Deluxe Sessions. Лауреат независимой премий Артемия Троицкого «Степной Волк» в номинации «Музыка».

## Биография
Павел родился в 1979 году в Ульяновске, вскоре переехал в Снежногорск. Увлёкся музыкой с первого класса и мог бы стать барабанщиком, однако на 9-й день рождения получил вместо барабанной установки гитару. Музыкальное образование ограничилось тремя месяцами уроков в музыкальной школе — после этого Додонов сочинял музыку сам. Организовал первую группу в 13 лет. Любимые кассеты предпочитал не переслушивать, а переигрывать и додумывать самостоятельно. С тех пор не расставался с магнитофоном. До недавнего времени Павел вовсе не пользовался компьютером, обходясь сначала кассетной, а позже цифровой портостудией.
В конце 90-х Павел Додонов начал сотрудничать с Алексеем Назарчуком (Proff), будущим барабанщиком Tracktor Bowling и Anacondaz. В 1999 году они в рамках проекта San Ieronimo Twins выпустили альбом Jaypack.
Додонов переехал в Москву в 2000 году, долго жил и музицировал у друзей, в общежитии МФТИ. Случайно познакомившись с Андреем Лысиковым, провёл с ним всё следующее лето в совместных импровизациях. В 2002-м, он присоединился к Дельфину в качестве гитариста. После работы над альбомом «Звезда» (2004) стал полноценным соавтором на альбомах «Юность» (2007), «Существо» (2011) и «Андрей» (2014). При этом Додонов сочетал сольную карьеру с работой в группе. За восемнадцать лет, с 1999 по 2017 год, он успел поучаствовать в десятках коллабораций, накопить архив с материалом и выпустить 9 сольных альбомов.
В 2009 году отдельным альбомом «Live [ухо]» (2009) была выпущена 45-минутная импровизация в прямом эфире Интернет-радиостанции Ухо. Запись понравилась Павлу, и он решил собрать материал в целый альбом.
Помимо пластинки, в 2009 году вместе с коллегой-гитаристом Ильей Шаповаловым (Найк Борзов, Easy M) создал сценический инди-проект под названием Toho-Do: столкновение гитар и электроники, традиционно основанное на импровизации. Проект просуществовал всего два года.
В течение 2000-х годов Павел постоянно выступал с концертами и работал над своей музыкой в студии. Именно в 2011 году он объединил записи разных лет, период с 2004 по 2008, в компиляцию «Martian Chronicles» (2011).
При разработке замысла и в ходе импровизации Павел всегда отталкивается от кино и литературы: от Куросавы и Херцога до Кортасара и Кобо Абэ. В 2011 году это привело к созданию кино-саундтрека. Фильм «Жить» Василия Сигарева с музыкой Додонова получил главные награды на «Кинотавре» 2012 и гран-при фестиваля goEast в Висбадене. Сам саундтрек номинировался на приз им. М. Таривердиева «За лучшую музыку к фильму».
В 2012 году вышел первый концептуальный альбом Павла Додонова, который он считает для себя самым важным на сегодняшний день. «Soul Trees Soul Whales» (2012) — это музыкальный контрапункт-иллюстрация к роману Кэндзабуро Оэ «Объяли меня воды до души моей». Этот альбом, как и всю остальную свою музыку, Павел свободно распространяет в интернете.
В том же году основана группа Додонова: Pavel Dodonov Band. Кроме Павла, в неё вошёл барабанщик Сергей Говорун («7раса» / «Мои ракеты вверх») и звукорежиссёр Владимир Бузин. В скором времени группа сменила название на Deluxe Sessions, но состав остался прежним. Ключевым принципом для коллектива стала импровизация, её композиции опираются на репетиционные наработки в заданных стилях — от краут-рока и экспериментов в духе лейбла Anticon до эмбиента и нойза.
В ночь на 1 июля 2013 года состоялась премьера нового сольного альбома «Jhonny» (2013). Пластинка стала доступна одновременно на iTunes и Яндекс. Музыке. Альбом был записан от впечатлений после путешествия в Женеву.
На следующий год Павел выложил «Martian Chronicles B-sides» (2014) в свободный доступ. Записи были сделаны в разное время и благополучно забыты. Только спустя некоторое время Павел нашёл их в архивах. Стоит отметить, если в первом альбоме была отсылка к книге Рэя Брэдбери, то би-сайды делали отсылку к произведениям Филиппа К. Дика.
Позже были выпущены два шумовых трека, в традициях нойзовых произведений. Вначале был опубликован двадцатиминутный трек Messa, первая часть общего релиза. После вышло продолжение под названием Ceremony.
В 2015 году Павел принял участие в записи нового EP группы Race to Space. Мини-альбом «Freefall» (2015) вышел в ноябре, тогда же состоялась презентация материала с нового релиза. В 2016 году Павел выступил с группой уже как полноправный участник.
Осенью этого же года Додонов выступил на столичном концерте у Торстона Мура (SonicYouth). Торстон повлиял на Павла в плане подхода к музыке.
6 февраля 2017 года было объявлено о прекращении работы Павла с Дельфином.
В начале 2017 года вышла «Live at the Kerosin» (2017) — концертная пластинка с совместного выступления Павла и Сергея Говоруна. Альбом был записан летом прошлого года на московском концерте. Коллеги вновь решили изменить придуманное название дуэта, на этот раз Deluxe Session, и выпустили релиз под своими именами.
В апреле Павел впервые выступает вместе с группой Наадя. На презентации сингла «Осколки», фронтмен коллектива Надежда Грицкевич объявила о выходе полноценного альбома грядущей осенью.
1 июня 2017 года вышел очередной сольный альбом Додонова под названием «Thermoplegia». Приглашённым участником в одном из треков альбома является Казимир Лиске.
5 марта 2018 года состоялась премьера очередного live-альбома Павла Додонова. Он получил название «Delaying» и представляет собой материал, собранный из двух концертов 2016 года, которые проходили на площадках в Москве и Екатеринбурге.
14 марта 2019 года группа Макулатура выпустила альбом «Место», на котором Павел Додонов выступил в качестве продюсера и соавтора музыки.
В этот же день состоялась премьера пилотного эпизода сериала «Мертвое озеро», для которого Павел записал саундтрек.
14 июня 2019 года вышел очередной альбом Павла под названием «Obscuration» (фактически материал для него был сочинён ещё в 2011 году, во время работы над пластинкой Дельфина «Существо»).
В марте 2020 г. Павел Додонов становится вторым гитаристом группы «ДДТ».
21 апреля 2020 г. Додонов выпустил концертный альбом «Power House (Live 2018)». Как указано в описании релиза на личной странице Додонова в ВК, «лайв оказался очень подходящим саундтреком к тому, что сейчас происходит».

## Музыкальный стиль
Додонов убеждённый сторонник медитативной импровизации: с её помощью он формирует материал для альбомов, выстраивает живые выступления и даёт мастер-классы работы с инструментом. У самого Павла для этого есть больше 25 гитар с различной настройкой и сотни приборов; на выступлениях он использует видеоарт и постоянно варьирует стилистику — от агрессивной «стены шума» до тонкой мелодики и мягких саундскейпов.

## Инструмент
«Самыми важными и любимыми» Павел называет Fender Jaguar и Univox, а также Hagstrom и Italia; он выбрал их за необычный, нестандартный, «неправильный» звук и внешний вид — чтобы извлекать из них «неправильные» ноты. По этой же причине Додонов не использует стандартных схем настройки, а для звукоизвлечения часто использует отвёртки, куски металла, стекла и пластика.

## Награды и номинации
- Лауреат независимой премий Артемия Троицкого «Степной Волк» в номинации «Музыка».
- Номинация фестиваля «Кинотавр» на приз Микаэля Таривердиева «За лучшую музыку к фильму» к кинокартине «Жить» Василия Сигарева.

## Дискография

### Сольные альбомы

#### Студийные
- «Martian Chronicles» (2011)
- «Soul Trees Soul Whales» (2012)
- «Jhonny» (2013)
- «Martian Chronicles B-sides» (2014)
- «Messa» (2014)
- «Thermoplegia» (2017)
- «Obscuration» (2019)

#### Концертные
- «Live [UHO]» (2009)
- «Live at the Kerosin» (2017)
- «Delaying (live at the Dich / Dom Pechati)» (2018)
- «Power House (Live 2018)» (2020)
- «Мачты (24.04.2021)» (2022)

#### Саундтреки
- «Жить» OST (2012)
- «Мертвое озеро» OST (2019)
- «Белый кит» OST (2021)
- «Поедем с тобой в Макао» OST (2023)
- «Отпуск в октябре» OST (2023)
- «Наследие» OST (2023)
- «Надо снимать фильмы о любви» OST (2024)
- «Операция "Холодно"» OST (2024)
- «Кончится лето» OST (2024)

#### Неофициальные альбомы
- «Internet album» (2001)

### В составеДельфина

#### Студийные
- «Звезда» (2004)
- «Юность» (2007)
- «Существо» (2011)
- «Андрей» (2014)

#### Концертные
- «Запись концерта 19.11.04» (2004)

#### Саундтреки
- «Ни зги» OST «Даже не думай» (2003)
- «Electric-Sexy» OST «Даже не думай 2» (2004)
- «Или я» OST «Жесть» (2006)
- «Рэп» OST GTA IV (2007)
- «Ретро» OST «Закон каменных джунглей» (2015)
- «Мне нужен враг» OST «Воин» (2015)
- «Земля» «Кислота» OST (2018)

### В составеДДТ

#### Студийные
- «Творчество в пустоте» (2021)

### В составеRace to Space

#### EP
- «Freefall[20]» (2015)

#### Студийные
- «III» (2019)

#### Саундтреки
- «В клетки» OST (2019)
- «Люби их всех» OST (2019)

### В составеНаади

#### Студийные
- «Осколки»[21] (2017)

### В составеМакулатуры

#### Студийные
- «Место» (2019)
- «Эпилог» (2024)